# Граджянскі (Загреб)
Граджянскі (хорв. HŠK Građanski Zagreb) — колишній хорватський і югославський футбольний клуб із Загреба, що існував у 1911—1945 роках. П'ятиразовий чемпіон Югославії. Після розформування команди в 1945 році на її основі був створений клуб «Динамо» (Загреб).

## Історія
Спортивний клуб «Граджянскі» був заснований в 1911 році в Загребі, коли Хорватія ще була частиною Австро-Угорщини. Перший матч новостворена команда провела проти свого головного у майбутньому внутрішнього конкурента ХАШКу. Поступились з рахунком 1:5. У сезоні 1912-13 «Граджянскі» стали третіми у новоствореному чемпіонаті Хорватії і Славонії. Наступний розіграш турніру не був завершений через початок Першої світової війни.
Після закінчення війни і створення Королівства Сербів, Хорватів і Словенців футбольний клуб «Граджянскі» вийшов на провідні ролі у Загребі і в країні загалом. Команда регулярно здобувала перемоги в Чемпіонаті Загреба і кубку Загреба. Одразу по сім представників клубу потрапляли до заявки збірної Югославії на Олімпійські ігри 1920 і 1924 років.
В 1923 році «Граджянскі» здобув перемогу в першому розіграші чемпіонату Югославії. Загалом команда п'ять разів була чемпіоном країни і двічі здобувала срібні нагороди.
На міжнародній арені клуб вдало провів турне Іспанією у 1923 році (перемоги над «Барселоною» і «Атлетіком»). Регулярно проводив товариські матчі проти сильних команд з Австрії, Угорщини і Чехословаччини. В 1936 році команда зіграла декілька матчів у Англії. Тричі «Граджянскі» брав участь у престижному турнірі для команд Центральної Європи — кубку Мітропи, хоча лише одного разу зумів пройти перший етап змагань.
У роки Другої світової клуб виступав у чемпіонаті Хорватії, де також здобував перемоги. Після війни клуб був розформований, як і його головні загребські суперники ХАШК і «Конкордія». На основі цих клубів був створений колектив «Динамо» (Загреб), що перейняв у «Граджянскі» ігрову форму.

## Статистика виступів

### Статистика виступів у внутрішніх змаганнях
| Чемпіонат Югославії | Чемпіонат Югославії            | Чемпіонат Загреба | Чемпіонат Загреба | Кубок Загреба | Кубок Загреба |
| Сезон               | Результат                      | Сезон             | Результат         |               |               |
| ------------------- | ------------------------------ | ----------------- | ----------------- | ------------- | ------------- |
|                     |                                | 1918              | місце             |               |               |
|                     |                                | 1918–19           | місце             |               |               |
|                     |                                | 1919              | місце             |               |               |
|                     |                                | 1920              | місце             |               |               |
|                     |                                | 1920–21           | місце             |               |               |
|                     |                                | 1921–22           | місце             |               |               |
| 1923                | місце                          | 1922–23           | місце             | 1922-23       | місце         |
| 1924                | 1/4 фіналу                     | 1923–24           | місце             |               |               |
| 1925                | місце                          | 1924–25           | місце             | 1924-25       | місце         |
| 1926                | місце                          | 1925–26           | місце             | 1925-26       | місце         |
| 1927                | кваліфікація                   | 1926–27           | місце             | 1926-27       | місце         |
| 1928                | місце                          | 1927–28           | місце             | 1927-28       | місце         |
| 1929                | 5 місце                        | 1928–29           | місце             |               |               |
|                     |                                | 1929–30           | місце             | 1929–30       | місце         |
| 1930-31             | місце                          | 1930–31           | знялись           |               |               |
| 1931-32             | 5 місце                        | 1931–32           | місце             |               |               |
| 1932-33             | 6 місце                        |                   |                   | 1933-34       | місце         |
| 1934-35             | місце                          |                   |                   | 1934-35       | місце         |
| 1935-36             | Кваліфікаційна група — 1 місце |                   |                   | 1935-36       | місце         |
| 1936-37             | місце                          |                   |                   |               |               |
| 1937-38             | місце                          |                   |                   |               |               |
| 1938-39             | місце                          |                   |                   |               |               |
| 1939-40             | місце                          |                   |                   |               |               |

| Чемпіонат Хорватії | Чемпіонат Хорватії | Чемпіонат Загреба | Чемпіонат Загреба |
| Сезон              | Результат          | Сезон             | Результат         |
| ------------------ | ------------------ | ----------------- | ----------------- |
| 1912-13            | місце              |                   |                   |
| 1913-14            | незавершений       |                   |                   |
| 1940-41            | місце              |                   |                   |
| 1941               | місце              |                   |                   |
| 1942               | місце              |                   |                   |
| 1943               | місце              | 1942–43           | місце             |
| 1944               | 2 місце в групі    | 1943–44           | місце             |
|                    |                    | 1944–45           | не завершено      |

### Статистика виступів у Єврокубках
| Сезон | Турнір        | Раунд      |                | Клуб              | Рахунок       |
| ----- | ------------- | ---------- | -------------- | ----------------- | ------------- |
| 1928  | Кубок Мітропи | 1/4 финала | Чехословаччина | Вікторія (Жижков) | 3-2, 1-6      |
| 1937  | Кубок Мітропи | 1/8 финала | Італія         | Дженоа            | 1-3, 0-3      |
| 1940  | Кубок Мітропи | 1/4 финала | Угорщина       | Уйпешт            | 4-0, 1-0      |
|       |               | 1/2 финала | Румунія        | Рапід (Бухарест)  | 0-0, 0-0, 1-1 |

## Досягнення

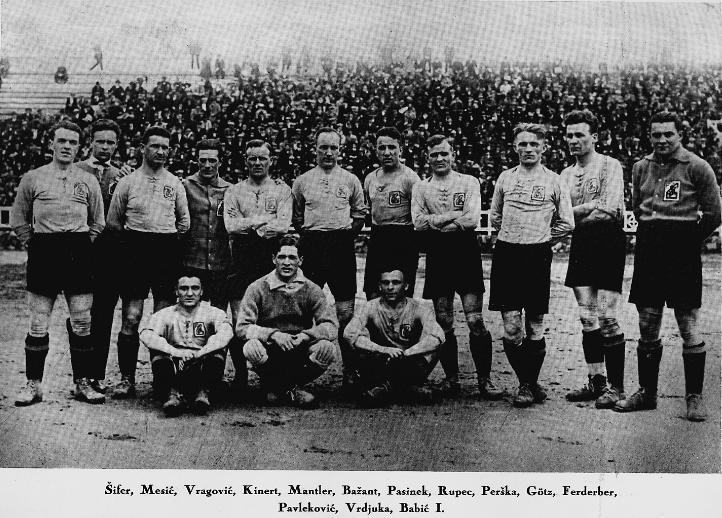
1923 рік. Перший чемпіон Югославії — клуб «Граджянскі». Стоять зліва направо: Шифер, Месич, Врагович, Кінерт, Мантлер, Бажант, Пасінек, Рупець, Першка, Гетц, Фердерер, присіли: Павлекович, Врджюка, Бабич

- Перша ліга Югославії:
  -  Переможець (5): 1923, 1926, 1928, 1936-37, 1939-40
  -  Срібний призер (2): 1925, 1938-39
  -  Бронзовий призер (3): 1930-31, 1934-35, 1937-38

- Чемпіонат Загреба:
  -  Переможець (10): 1918–19, 1919, 1920, 1922–23, 1923–24, 1924–25, 1925–26, 1927–28, 1942–43, 1943–44
  -  Срібний призер (6): 1918, 1920-21, 1921–22, 1926–27, 1928–29, 1931–32

- Чемпіонат Хорватії:
  -  Чемпіон (2): 1941, 1943

- Кубок Югославської федерації:
  -  Володар (1): 1937-38[3]
  - Фіналіст (1): 1936

- Кубок Загреба:
  -  Володар (6): 1923, 1927, 1928, 1934, 1935, 1936
  - Фіналіст (3): 1925, 1926, 1930

## Тренери
Список усіх тренерів клубу
| - Мілан Граф (1918—1919) - Карл Гайнлайн (1919—1921) - Артур Гаскел (1921—1924) - Ріхард Кон (1924—1925) - Імре Пожоньї (1925—1926) - Йозеф Брандштаттер (1926—1929) | - Йоганн Странд (1930—1931) - Роберт Гафтль (1931—1932) - Дьордь Мольнар (1932—1933) - Джеймс Донеллі (1933—1935) - Ганс Рінгер (1935—1936) - Мартон Букові (1936—1945) |